# Iglesia de San Vicente Mártir (Zamora)
La iglesia de San Vicente Mártir es un templo románico de la ciudad de Zamora, España. Su torre y su portada occidental fueron declaradas Monumento Nacional en 1961. La iglesia se edificó a finales del siglo XII, o principios del XIII.

## Situación
Se encuentra situada en las inmediaciones de la plaza Mayor (y la plaza del Fresco), aunque dentro del antiguo arrabal, y encajonada entre otras edificaciones y callejas que no permiten observar plenamente su grandiosidad, salvo en el caso de su torre. Posee en sus cercanías las dependencias del Teatro Principal. La iglesia forma parte de las parroquias que quedaron dentro de la ciudad en el primer ensanche, como lo fueron las de San Bartolomé y San Esteban.

## Historia
No se han encontrado testimonios documentales que aclaren la fecha de su fábrica, pero de sus elementos estilísticos se deduce que es de finales del siglo XII y la torre de aún más tarde. En origen debió tener planta basilical de tres naves de cuatro tramos cada una, pero una drástica reforma en el siglo XVI la dejó reducida a una y otra reforma del siglo XVII suprimió totalmente su cabecera originaria y disfrazó su interior, de forma que de estilo románico solo se conservan los muros laterales y el hastial.

## Descripción

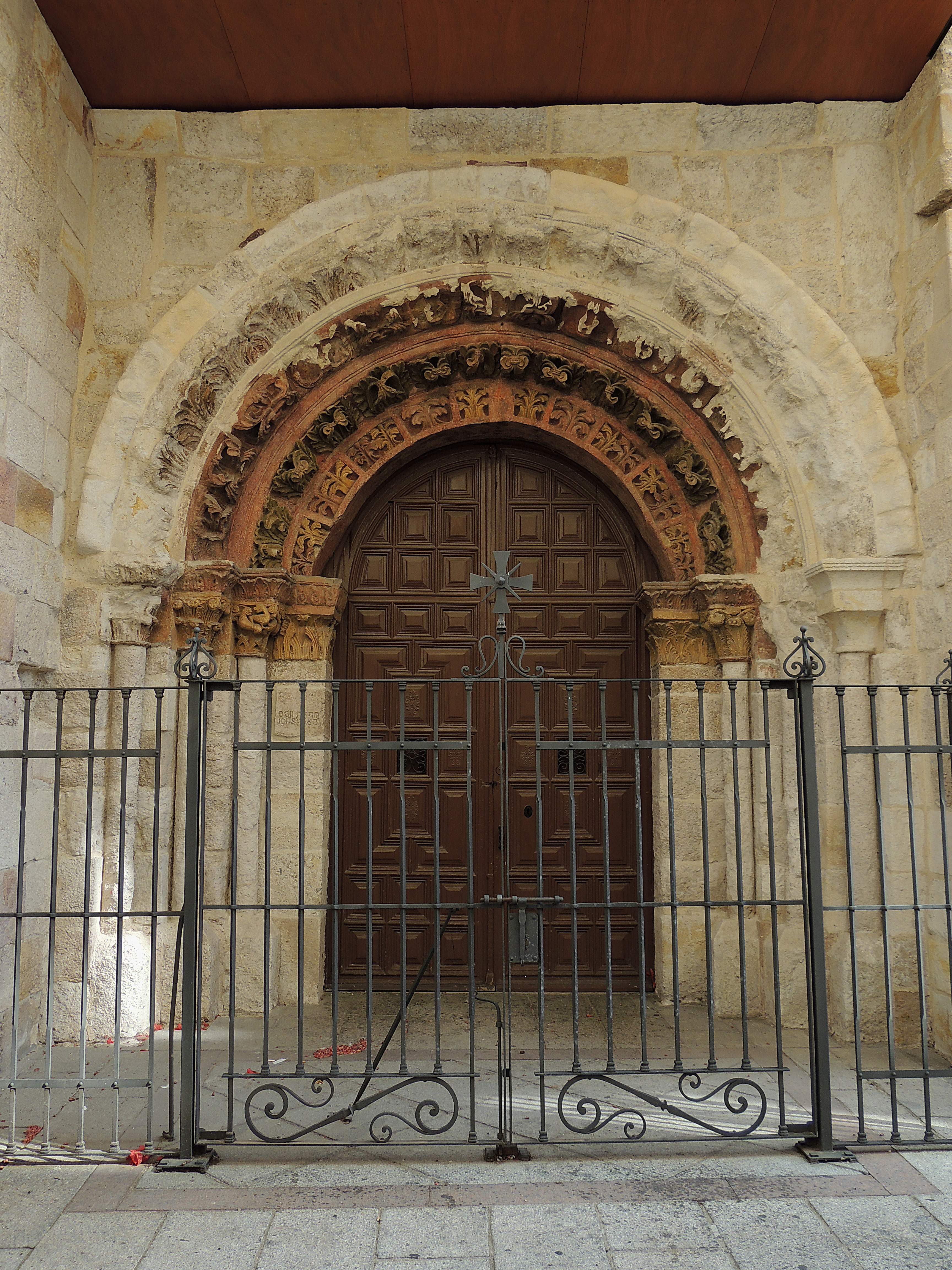
Portada oeste

### Planta
Su planta actual es de una sola nave, con ábside de cabecera plana, torre-campanario de planta cuadrada de seis cuerpos y portadas en las fachadas norte, oeste, sur (actualmente cegada).

Fue realizada en sillería arenisca. Presenta la orientación litúrgica habitual.

El acceso al templo se efectúa por el pórtico oeste.

### Marcas de cantero
Se han identificado 23 signos de 9 tipos diferentes, todos ellos de diseño sencillo de 2 a 3 trazos con predominio de trazo recto y perfil rústico.

Su distribución por zonas puede verse en el informe ‘Distribución’ de gliptografía.
En el informe 'signos rectores', se aprecia que hay 3 logias de canteros que trabajaron en la fachada oeste.

El resto de signos son de tipo ángulo, habitual en muchos edificios.
Los tipos y marcas identificadas son típicas de una etapa constructiva del siglo XII, ver informe "Etapas históricas" y similares a las identificadas en el castillo y murallas medievales de Zamora.

### La torre
La torre ha sido descrita como "la más airosa y completa de Zamora", según expresión de Gómez Moreno, y como "la más noble torre románica de Zamora", en palabras del poeta leonés Antonio Gamoneda. Su fábrica data del siglo XIII, tomando para ello el modelo de la torre catedralicia. Tiene planta rectangular y seis cuerpos divididos por cornisas, de los que los tres inferiores son macizos y los tres superiores se corresponden con el cuerpo de campanas, en los que hay ventanas de arcos apuntados en orden creciente, de uno a tres.
La torre finaliza con una cornisa con canecillos y un chapitel con cubierta de pizarra a cuatro aguas piramidal, coronada mediante una aguja octogonal. Fue realizado por Manuel Prieto y Ventura Vicente en 1756, para sustituir al que fue deteriorado por un rayo el 5 de agosto de aquel mismo año, aunque sería posteriormente reformado por Manuel Sipos en 1815.

### Portada de poniente
A pesar de encontrarse precariamente conservada, destaca sobremanera por su decoración. En ella se distinguen cuatro arquivoltas decoradas con motivos vegetales que descansan sobre pilastras y columnas con capiteles, también vegetales, aunque aquí ya se distingue la presencia de figuras de animales, algunas de estas últimas imaginarias. Recuerda en cierta medida a la portada de la iglesia de la Magdalena.

### Interior
La primitiva fábrica de este templo tuvo obra de ampliación entre 1779 y 1781 por el arquitecto Pedro Castellote, convirtiendo la cabecera original en el primer tramo de la nave y añadiéndole la capilla mayor. Actualmente sólo mantiene de estilo románico los muros perimetrales.
La capilla mayor tiene una bóveda elíptica con sencillas labores de yeserías que también se encuentran en las bóvedas del cuerpo de la nave, a excepción de su primer tramo, que fueron realizados por Alberto López en 1695.
El retablo mayor fue realizado en 1805 por el citado Pedro Castellote. En el interior del camarín se venera la Virgen de La Concha, patrona de la ciudad de Zamora. En sus laterales y flanqueados por columnas se encuentran la figura de San José a la izquierda y San Antonio de Padua a la derecha, estas últimas talladas en la misma época del retablo por el escultor benaventano Alejandro Gamallo. En la parte superior, la imagen de San Vicente Mártir, titular de la iglesia.
En los testeros del primer tramo se veneran las imágenes de la Inmaculada Concepción del siglo XVIII y una de las obras más destacadas de la Semana Santa zamorana, el Santo Cristo de la Buena Muerte, obra que talló en 1585 el escultor Juan Ruiz de Zumeta para el Convento de San Francisco, de franciscanos descalzos o alcantarinos (hoy sede de la Fundación Rei Afonso Henriques), y que, tras la exclaustración del cenobio en la década de 1830, pasó a la iglesia de Santiago del Burgo y de allí a su emplazamiento actual.
La capilla de Nuestra Madre de las Angustias, es un suntuoso recinto barroco con bóvedas de yeserías, que fue edificada en 1698 por los maestros zamoranos Diego Carrascal y Manuel de Barcia, salvo la cabecera que en 1680 edificó el cantero toresano Francisco de la Vega. En su interior se conserva un retablo barroco, que custodia en su parte central la Virgen de las Angustias. Esta última imagen no es la escultura original, sino una copia que hizo en 1879 Ramón Álvarez, conservándose la original en la iglesia del municipio zamorano de El Perdigón. El retablo situado a los pies de capilla, obra del entallador Juan González y el estofador Cristóbal Ruiz de la Talaya, alberga ocho relieves en el banco, otro en el ático y la escultura de bulto redondo de Santa Teresa, esta última esculpida por Andrés de Solanes, discípulo de Gregorio Fernández, siguiendo el modelo que el gran maestro realizó para el convento del Carmen Calzado de Valladolid.
La iglesia conserva otras obras artísticas, entre las que destacan su púlpito de piedra del siglo XVII con un águila de alas desplegadas en la taza, en el que la tradición afirma que predicó San Vicente Ferrer en su visita a Zamora en 1412. Una Piedad y la Virgen de la Quinta Angustia, talladas por el portugués Gaspar de Acosta en 1604.